# Сінко де Майо
Сінко де Майо (ісп. Cinco de mayo — п'яте травня) — національне свято Мексики на честь перемоги мексиканських військ у битві біля Пуебли 5 травня 1862 року.
Свято також широко розповсюджене у США (в основному латиноамериканцями південних штатів, на територіях, які колись належала Мексиці, але внаслідок анексованих Сполученими Штатами в результаті Американо-мексиканської війни) (Каліфорнія, Аризона, Нью-Мексико і Техас).
Іноді, Сінко де Майо, називають мексиканським аналогом дня Святого Патрика. Його святкують зі стравами мексиканської кухні, національною музикою й танцями. В цей день влаштовуються масштабні фестивалі й карнавали. В деяких районах святкування може відбуватися впродовж тижня.
Сінко де Майо іноді плутають з Днем Незалежності Мексики — найважливішим національним святом у Мексиці — яке відзначають 16 вересня, вшановуючи Крик Долорес, події, що ініціювала війну за незалежність Мексики від Іспанії.